# Victor Riquetti

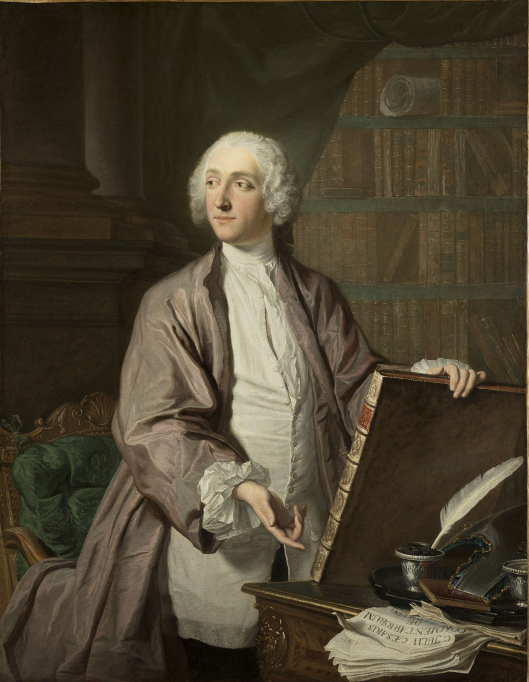
Victor Riquetti

Victor Riquetti Marquis de Mirabeau (* 5. Oktober 1715 in Pertuis; † 13. Juli 1789 in Argenteuil) war ein französischer Volkswirt (Physiokrat) und Schriftsteller. Er war der Vater des  Revolutionärs Gabriel de Riqueti, comte de Mirabeau und von dessen Bruder André Boniface Louis Riquetti de Mirabeau. Die Vorfahren des Marquis stammten ursprünglich aus Florenz, wurden von dort jedoch 1268 verbannt und begaben sich anschließend nach Marseille.
Victor Riquetti war Gefolgsmann von François Quesnay in Paris und verfasste u. a. das 1763 erschienene dreibändige ökonomische Werk Philosophie rurale (ou, Économie générale et politique de l’agriculture, reduite à l’ordre immuable des loix physiques & morales, qui assurent la prospérité des empires).
Ebenso wie sein Vater Jean-Antoine de Riqueti (1666–1737) diente Victor Riquetti in der französischen Armee. Er kämpfte unter anderem im österreichischen Erbfolgekrieg und im polnischen Thronfolgekrieg.

## Werke (Auswahl)

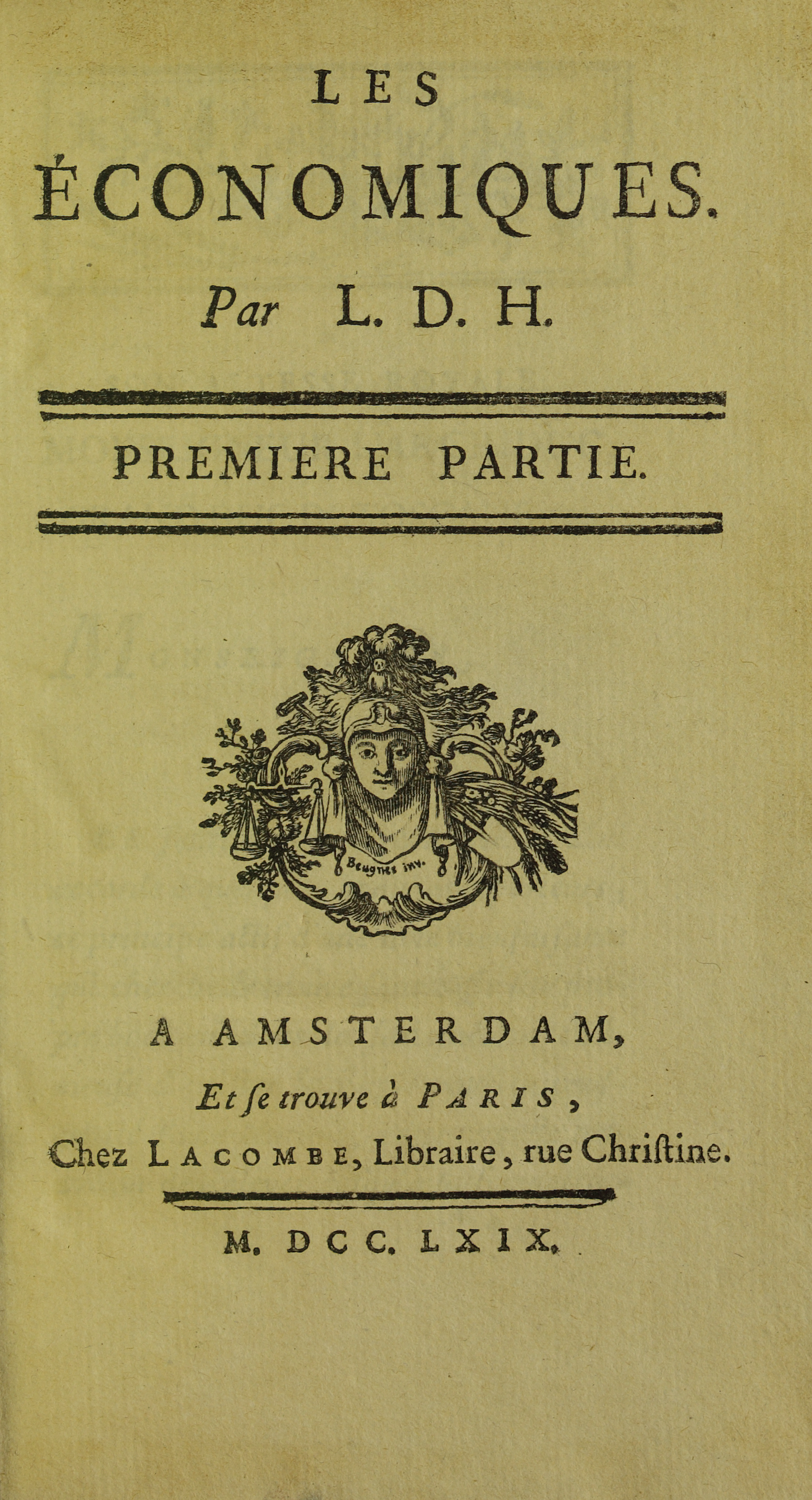
Economiques, 1769

- L’ami des hommes : ou, Traité de la population (1759)
  - Volume 1: online
  - Volume 2: online
  - Volume 4: online (1762)
  - Volume 5: online
  - Volume 7: online (1762)

- Théorie de l’impôt (1761, online. Neuveröffentlichung Scientia-Verlag, 1972, ISBN 978-3511005498)
- Les économiques (Neuveröffentlichung Scientia-Verlag, 1972)
- Philosophie rurale (ou, Économie générale et politique de l’agriculture, reduite à l’ordre immuable des loix physiques & morales, qui assurent la prospérité des empires) (1763)  
  - Band 1 (Volltext online)
  - Band 2 (Volltext online)
  - Band 3: (Volltext online)

- La science ou Les droits et les devoirs de l’homme (1774, Neuveröffentlichung Scientia-Verlag, Aalen, 1970)[3]